# Level Valley
Das Level Valley ist ein eisfreies Tal im ostantarktischen Viktorialand. In den zu den Quartermain Mountains gehörenden Wilkniss Mountains erstreckt es sich vom Bergkessel am Pivot Peak in nordöstlicher Richtung.
Das New Zealand Geographic Board benannte es 1993 nach dem englischsprachigen Begriff „level“ für die Libelle zur Horizontierung geodätischer Messinstrumente.